# Онайда (округ, Висконсин)
Округ Онайда (англ. Oneida County) располагается в штате Висконсин, США. Официально образован в 1885 году. По состоянию на 2010 год, численность населения составляла 35 998 человека.

## География
По данным Бюро переписи США, общая площадь округа равняется 3201,243 км2, из которых 2882,673 км2 суша и 123,000 км2 или 10,000 % это водоемы.

## Население
По данным переписи населения 2000 года в округе проживает 36 776 жителей в составе 15 333 домашних хозяйств и 10 487 семей. Плотность населения составляет 13,00 человек на км2. На территории округа насчитывается 26 627 жилых строений, при плотности застройки около 9,00-ти строений на км2. Расовый состав населения: белые — 97,71 %, афроамериканцы — 0,33 %, коренные американцы (индейцы) — 0,66 %, азиаты — 0,30 %, гавайцы — 0,05 %, представители других рас — 0,21 %, представители двух или более рас — 0,75 %. Испаноязычные составляли 0,66 % населения независимо от расы.
В составе 27,00 % из общего числа домашних хозяйств проживают дети в возрасте до 18 лет, 57,80 % домашних хозяйств представляют собой супружеские пары проживающие вместе, 7,10 % домашних хозяйств представляют собой одиноких женщин без супруга, 31,60 % домашних хозяйств не имеют отношения к семьям, 26,40 % домашних хозяйств состоят из одного человека, 12,00 % домашних хозяйств состоят из престарелых (65 лет и старше), проживающих в одиночестве. Средний размер домашнего хозяйства составляет 2,34 человека, и средний размер семьи 2,82 человека.
Возрастной состав округа: 22,30 % моложе 18 лет, 5,70 % от 18 до 24, 26,50 % от 25 до 44, 26,80 % от 45 до 64 и 26,80 % от 65 и старше. Средний возраст жителя округа 42 лет. На каждые 100 женщин приходится 99,20 мужчин. На каждые 100 женщин старше 18 лет приходится 97,30 мужчин.